# Adrian Johns
Sir Adrian James Johns (født 1951 i Redruth, Cornwall) er en engelsk viceadmiral i Royal Navy og nuværende guvernør i Gibraltar. 

## Karriere i søværnet
Johns studerede som ung fysik på Imperial College London, inden han i 1973 kom ind i Royal Navy. Han blev udnævnt til løjtnant i 1975 og gjorde tjeneste som helikopterpilot, inden han 1979 blev flyveinstruktør. I 1981 fik han kommandoen over HMS Yarnton i Hong Kong, og året efter blev han udnævnt til orlogskaptajn. Johns varetog med den rang forskellige poster, og i 1988 steg han yderligere til kommandørkaptajn, i hvilken egenskab han havde kommandoen over to fregatter (efter hinanden). I 1994 blev Johns forfremmet til kommandør og kom til at stå i spidsen for endnu en fregat, afvekslende med forskellige opgaver i forvarsministeriet. 
I 2001 fik han kommandoen over det største fartøj i den britiske flåde på den tid, HMS Ocean, der blandt andet deltog i første fase af Irakkrigen i 2003. Han blev kort efter udnævnt til kontreadmiral, og i 2005 blev han viceadmiral og Second Sea Lord, en post han holdt til 2008. 

## Guvernør i Gibraltar
I juni 2009 bekendtgjorde udenrigs- og Commonwealth-ministeriet, at Adrian Johns ville efterfølge Robert Fulton som guvernør i Gibraltar. Johns ankom til det britiske oversøiske territorium på HMS Lancaster 26. oktober 2009 og aflagde ed som guvernør.

## Udmærkelser
Adrian Johns har modtaget en række udmærkelser gennem sin karriere. Han blev Commander of the British Empire i 2001, Dronningens fortjenstpris (Queen's Commendation for Valuable Service) i 2003 for sin indsats i Irakkrigen, og Knight Commander of the Order of the Bath i 2008. I 2011 fik han Knight of the Order of St. John.